# Тахульф
Тахульф (Такульф) (до 837 — 1 серпня 873) — герцог Тюрингії і маркграф Сорбської марки.

## Життєпис
Ймовірно, походив з тюринзької або франко-тюринзької знаті. Син Хадульфа. Перша згадка про Тахульфа відноситься до 837 року, коли він подарував землі Заари і Шмелльна Фульдському монастирю. 849 року призначено герцогом Тюрингії та маркграфом Сорбської марки (її було перейменовано з Тюринзької марки). Тому часто Тахульфа та його наступників називають маркгерцогами Тюрингії.
З самого початку Тахульф намагався військовими й дипломатичними заходами приборкати лужицьких слов'ян. У 851 році завдав поразки Жистібору, князю лужичан, який вимушений був визнати зверхність Східно-Франкського королівства. У 856—857 роках Тахульф воював проти лужичан-далеминців. У 858 році згідно з рішеннями рейхстагу очолив у Франкфурті одну з армій проти далеминців. 859 року здійснив похід проти чеських племен, союзників лужичан. У 869 році придушив повстання союзу лужицьких племен на чолі зі Славібором. Помер 873 року, що спричинило велике повстання лужичан. Новим герцогом було призначено Радульфа II.